# E-6 (plataforma de satélite)
E-6, é a designação de uma plataforma de espaçonave multimissão desenvolvida pelo OKB-1 (com 1.422 kg de massa), tendo sido usada na primeira leva de espaçonaves do Programa Luna destinadas a pousar na Lua, feito obtido com a primeira variante E-6M da série a ser lançada, a Luna 9.
Cronologia para a E-6
- Luna E-6 No.1 - Dezembro de 1962 - protótipo para testes estáticos e dinâmicos em terra
- Luna E-6 No.2 - 04 de janeiro de 1963 - Falha no lançamento
- Luna E-6 No.3 - 03 de fevereiro de 1963 - Falha no lançamento
- Luna E-6 No.4 - 02 de abril de 1963 - Sucesso parcial, permaneceu em órbita translunar, Luna 4
- Luna E-6 No.6 - 21 de março de 1964 - Falha no lançamento
- Luna E-6 No.5 - 20 de abril de 1964 - Falha no lançamento
- Luna E-6 No.9 - 12 de março de 1965 - Sucesso parcial, entrou em órbita da Terra, Kosmos 60.
- Luna E-6 No.8 - 10 de abril de 1965 - Falha no lançamento
- Luna E-6 No.10 - 09 de maio de 1965 - Sucesso parcial, impacto lunar, Luna 5
- Luna E-6 No.7 - 08 de junho de 1965 - Sucesso parcial, passou próxima à Lua e entrou em órbita heliocêntrica, Luna 6
- Luna E-6 No.11 - 04 de setembro de 1965 - Sucesso parcial, impacto lunar, Luna 7
- Luna E-6 No.12 - 03 de dezembro de 1965 - Sucesso parcial, impacto lunar, Luna 8

Todos os lançamentos foram efetuados por foguetes Luna. 

## Variantes
Depois do relativo sucesso da plataforma básica, algumas variantes foram desenvolvidas:

### E-6M
Versão reforçada (com 1.583,7 kg de massa), tanto nos escudos da esfera do módulo aterrissador, quanto nos retrofoguetes e também no trem de pouso, desenvolvida pelo escritório Lavochkin.
Cronologia para a E-6M
- Luna E-6M No.1 - 31 de janeiro de 1966 - Sucesso, pouso lunar, Luna 9
- Luna E-6M No.2 - 21 de dezembro de 1966 - Sucesso parcial, impacto lunar, Luna 13

### E-6C
Esta foi uma versão simplificada (com 1.585 kg de massa), desenvolvida pelo escritório Lavochkin.
Cronologia para a E-6C
- Luna E-6C No.1 - 01 de março de 1966 - Sucesso parcial, entrou em órbita da Terra, Kosmos 111.
- Luna E-6C No.2 - 12 de setembro de 1966 - Sucesso parcial, órbita lunar, Luna 10

### E-6LF
Esta versão visava fotografar a superfície lunar (com 1.630 kg de massa). A sigla LF vem do termo russo: лунный фотограф ou fotógrafo lunar, sendo assim, o módulo aterrissador esférico, que ficava no topo do módulo orbital nas variantes anteriores, foi substituído por um módulo de controle, instrumentos de medição e pequenos motores de controle de atitude.
Cronologia para a E-6LF
- Luna E-6LF No.1 - 24 de agosto de 1966 - Sucesso parcial, órbita lunar, Luna 11
- Luna E-6LF No.2 - 22 de outubro de 1966 - Sucesso, fotos e estudos lunares, Luna 12

### E-6LS
Esta era uma versão para testar as evoluções no sistema de controle de instrumentos e comunicação, já visando os futuros voos tripulados à Lua. Esta versão era 15 cm mais longa que a anterior e pesava 1.700 kg.
Cronologia para a E-6LS
- Luna E-6LS No.1 - 16 de maio de 1967 - Sucesso parcial, entrou em órbita da Terra, Kosmos 159.
- Luna E-6LS No.2 - 07 de fevereiro de 1968 - Falha no lançamento (também conhecida como Luna E-6LS No.112)
- Luna E-6LS No.3 - 07 de abril de 1968 - Sucesso, comunicação e estudos lunares, Luna 14